# Амирабади, Мехди
Мехди́ Амирабади (перс. مهدی امیرآبادی‎; родился 22 февраля 1979 года в Тегеране) — иранский футболист, полузащитник, игрок сборной Ирана.

## Карьера
Начал карьеру в молодёжном клубе «Вахдат», где провел 1 год. В 1994 перешел в ФК «Бахман», а в 1995 — в «Кешаварз». Позднее перешёл в футбольный клуб «Сайпа», в 1998 году дебютировал на взрослом уровне. 

В 2004 перешел в ФК «Эстегляль». С этим клубом выиграл Чемпионат Ирана сезонов 2005/2006 и 2008/2009, а также кубок страны 2007/2008 и 2011/2012. За 8 лет в клубе провел 164 игры, в которых забил 4 раза.

В 2012—1013 годах играл в ФК «Фулад», позже перешел в «Пайкан», где и завершил карьеру.

С 2000 по 2004 год играл в сборной Ирана, участвовал в кубке Азии 2004 года. Всего за это время провел 22 игры, в которых ни разу не забил.

## Награды
«Эстегляль»
Чемпионат Ирана
- Чемпион (2): 2005/2006, 2008/2009
- Призер (1): 2010/2011

Кубок Ирана
- Чемпион (2): 2007/2008, 2011/2012